# Lindernia cruciformis
Lindernia cruciformis é uma espécie botânica do gênero Lindernia pertencente à família Linderniaceae.